# ムハンマド・ブン・マルワーン
アブー・アブドゥッラフマーン・ムハンマド・ブン・マルワーン・ブン・アル＝ハカム（アラビア語: أبو عبدالرحمن بن محمد بن مروان بن الحكم, ラテン文字転写: Abū ʿAbd al-Raḥmān Muḥammad b. Marwān b. al-Ḥakam, 719年または720年没）は、ウマイヤ朝の王族であり、主に690年から710年にかけて活動したウマイヤ朝時代の最も重要な将軍の一人である。ムハンマドはビザンツ帝国に対して勝利を収め、ビザンツ帝国が領有していたアルメニアの領土を征服した。その後、703年から704年にかけてアルメニアで起こった反乱を鎮圧し、アルメニアをウマイヤ朝に服属させた。ムハンマドの息子のマルワーン2世（在位：744年 - 750年）は最後のウマイヤ朝のカリフとなった。

## 経歴
ムハンマドはウマイヤ朝のカリフのマルワーン1世（在位：684年 - 685年）とザイナブという名の女奴隷の間に生まれた。マルワーン1世の後継のカリフであるアブドゥルマリク（在位：685年 - 705年）は異母兄弟にあたる。
ムハンマドはマルワーン1世がカリフに即位した頃にアルメニアの支配を確保するためにメソポタミア北部へ派遣された。その後、691年に起こったマスキンの戦いでムスアブ・ブン・アッ＝ズバイル（イスラーム世界の第二次内乱期にウマイヤ朝に対抗してメッカでカリフを称したアブドゥッラー・ブン・アッ＝ズバイルの兄弟にあたる）の軍に対抗するためにアブドゥルマリクの軍の前衛部隊を率いた。692年のセバストポリスの戦いでは大規模なスラヴ人の部隊を説得して寝返らせることでビザンツ帝国の軍隊を打ち破ることに成功した。その翌年には同じスラヴ人の助けを借りてビザンツ帝国が支配する小アジアへ侵攻し、ゲルマニケイアの近郊でビザンツ軍に対して勝利を収めた。また、695年にはビザンツ帝国領のアルメニア第4州を襲撃した。
699年から701年にかけてムハンマドは甥のアブドゥッラー・ブン・アブドゥルマリクとともにイブン・アル＝アシュアスの反乱の鎮圧にあたっていたウマイヤ朝の総督のアル＝ハッジャージュ・ブン・ユースフを支援するためにイラクへ派遣された。701年にムハンマドはユーフラテス川東方に位置するビザンツ帝国の支配下にあったアルメニア地方に対する軍事行動を率い、現地の住民とビザンツ帝国の総督のバアネスに対してウマイヤ朝への服従を強要した。しかし、ムハンマドがその地を去るとすぐにアルメニア人は反乱を起こし、ビザンツ帝国に支援を求めた。ムハンマドとアブドゥッラー・ブン・アブドゥルマリクは703年と704年の2度にわたった軍事作戦によって反乱を鎮圧し、さらにムハンマドは705年にアルメニア貴族（ナハラルと呼ばれる）に対する大規模な殺戮を実行することでイスラーム教徒による支配を確実なものにした。
705年にワリード1世（在位：705年 - 715年）がカリフに即位した頃からムハンマドは自分と同様に女奴隷の生まれであった甥のマスラマ・ブン・アブドゥルマリクに自分の立場を奪われ始めた。マスラマはビザンツ帝国に対する軍事行動の主導権を握り、709年か710年には最終的にメソポタミア、アルメニア、およびアゼルバイジャンの総督の地位をムハンマドから完全に奪った。その後、ムハンマドは719年か720年に死去した。

## 妻子
ムハンマドはほぼ間違いなく非アラブ系（いくつかの史料ではクルド人とされている）とみられる名前不詳の女性との間に最後のウマイヤ朝のカリフとなったマルワーン2世（在位：744年 - 750年）を儲けた。一部の史料はムハンマドがアブドゥッラー・ブン・アッ＝ズバイルの反乱の鎮圧にあたっていた最中にこの女性を捕虜にしたと記録している。
また、ムハンマドはアディー氏族のザイド・ブン・アル＝ハッターブの孫娘であるウンム・ジュマイル・ビント・アブドゥッラフマーン、そしてウマイヤ家の祖先にあたるアブド・シャムス氏族のシャイバ・ブン・ラビーアの孫娘であるビント・ヤズィード・ブン・アブドゥッラーと結婚した（双方の氏族はともにクライシュ族に属する氏族である）。